# Femme fatale (chanson d'Evdokía Kadí)
Pour les articles homonymes, voir Femme fatale (homonymie).
Chansons représentant Chypre au Concours Eurovision de la chanson
Comme ci, comme ça
(2007) Firefly
(2009)
Femme fatale est la chanson représentant Chypre au Concours Eurovision de la chanson 2008 à Belgrade en Serbie. Elle est interprétée par Evdokía Kadí.

## Sélection
Le diffuseur PIK organise un concours pour la sélection. Tous les artistes et auteurs-compositeurs doivent avoir la nationalité, l'origine ou être résident principal à Chypre à partir de 2007. Un comité de sélection de sept membres prend dix candidatures parmi les soixante-sept reçues, qui sont annoncées le 8 décembre 2007.
La finale a lieu le 12 janvier 2008. La gagnante, Femme fatale interprétée par Evdokía Kadí, est sélectionnée par une combinaison de votes d'un jury de neuf membres (les sept du comité plus deux invités) (40 %) et d'un télévote (60 %). Femme fatale est première du télévote et troisième du jury.
Contrairement à Comme ci, comme ça, la chanson qui représenta Chypre en 2007, la chanson n'est pas en français, mais en grec. On entend un bouzouki dans l'introduction et le style est une version contemporaine du laïkó.
Evdokía Kadí présente ensuite Femme fatale comme la représentante chypriote à l'Eurovision le 27 février 2008 en interprétant la chanson lors de la finale de la sélection grecque.

## Eurovision
Femme fatale est d'abord présentée lors de la deuxième demi-finale le 22 mai 2008. Elle est la dix-septième chanson de la soirée, suivant Vodka interprétée par Morena pour Malte et précédant Let Me Love You interprétée par Tamara, Vrčak & Adrian pour la Macédoine.
La performance chypriote met en vedette Kadi d'abord dans une robe argentée à col haut qui est retirée pour révéler une courte robe orange et noire, rejointe par quatre choristes vêtus de costumes noirs. Kadi chante sur et autour d'une table à manger noire, qui est relevée pour révéler une nappe rouge vers la fin de la chanson, sur laquelle Kadi s'assied pendant que les choristes soulèvent la table et la transportent. Les choristes qui rejoignent Kadi sur scène sont Andreas Vanezis, Christos Shakallis, Polys Kourousides et Tefkros Neokleous. Un choriste absent des répétitions, Pavlos Gregoras, est présent pour la performance.
À la fin des votes, la chanson obtient 36 points et finit à la quinzième place sur dix-neuf participants. Seules les neuf premières chansons vont en finale ainsi qu'une chanson repêchée par les jurys qui choisissent Hero, interprétée par Charlotte Perrelli pour la Suède, arrivée 12e avec 54 points.

### Points attribués à Chypre
| 12 points     | 10 points | 8 points   | 7 points                     | 6 points |
| ------------- | --------- | ---------- | ---------------------------- | -------- |
| - Royaume-Uni |           | - Bulgarie |                              |          |
| 5 points      | 4 points  | 3 points   | 2 points                     | 1 point  |
| - Hongrie     | - Turquie |            | - Albanie - Géorgie - Suisse | - Serbie |